# Bol'šoj Irgiz
Il Bol'šoj Irgiz (in russo Большой Иргиз?, Grande Irgiz) è un fiume della Russia europea sudorientale (oblast' di Samara e Saratov), affluente di sinistra del Volga.

## Descrizione
Nasce dal versante settentrionale dei bassi rilievi dell'Obščij Syrt; scorre con andamento sinuoso attraversando una valle molto ampia, mantenendo direzione mediamente occidentale su tutto il suo corso, sfociando successivamente nel bacino di Volgograd sul Volga dalla sinistra idrografica (a 1 096 km dalla foce) di fronte alla città di Vol'sk. Il principale affluente è il Kamelik, proveniente dalla sinistra idrografica.
Il Bol'šoj Irgiz ha un regime analogo a quello degli altri fiumi della zona; gelato nei mesi invernali e all'inizio della primavera, vede magre molto accentuate nella stagione estiva, conseguenza del clima piuttosto arido del suo bacino idrografico.
Il maggiore centro urbano toccato nel suo corso è la città di Pugačëv, nella oblast' di Saratov.